# Pontiac Firebird
La Pontiac Firebird è un'autovettura, della categoria pony, costruita dalla Pontiac, divisione della General Motors, in quattro serie tra il 1967 e il 2002.
È stata introdotta nello stesso anno della cugina Chevrolet Camaro, con cui condivide la piattaforma. Nel 1967 uscì anche la Mercury Cougar, che condivide la sua piattaforma con un'altra auto della categoria pony, la Ford Mustang.
La prima generazione è stata prodotta dal 1967 al 1969, la seconda dal 1970 al 1981, la terza dal 1982 al 1992 e la quarta, nonché ultima, serie dal 1993 al 2002.

## Prima generazione (1967-1969)
La prima Firebird venne messa sul mercato nel 1967, cinque mesi dopo la messa in commercio della Chevrolet Camaro. Con quest'ultima condivideva il telaio e alcune sezioni della carrozzeria, come il paraurti anteriore, le portiere e paraurti posteriori. 
Inizialmente, erano disponibili 5 diversi propulsori a 6 e 8 cilindri:
- 230 OHC da 165 CV
- 230 I6 da 215 CV che equipaggiava la versione Sprint
- 326 V8 Pontiac da 250 CV
- 326 V8 HO Pontiac da 285 CV
- 400 V8 da 325 CV derivato dalla Pontiac GTO e dotato di Ram Air.

I motori 230 erano gestiti da cambi manuali a tre o quattro marce o automatici a due velocità. I restanti tre utilizzavano gli stessi cambi manuali ma l'automatico era a tre rapporti.

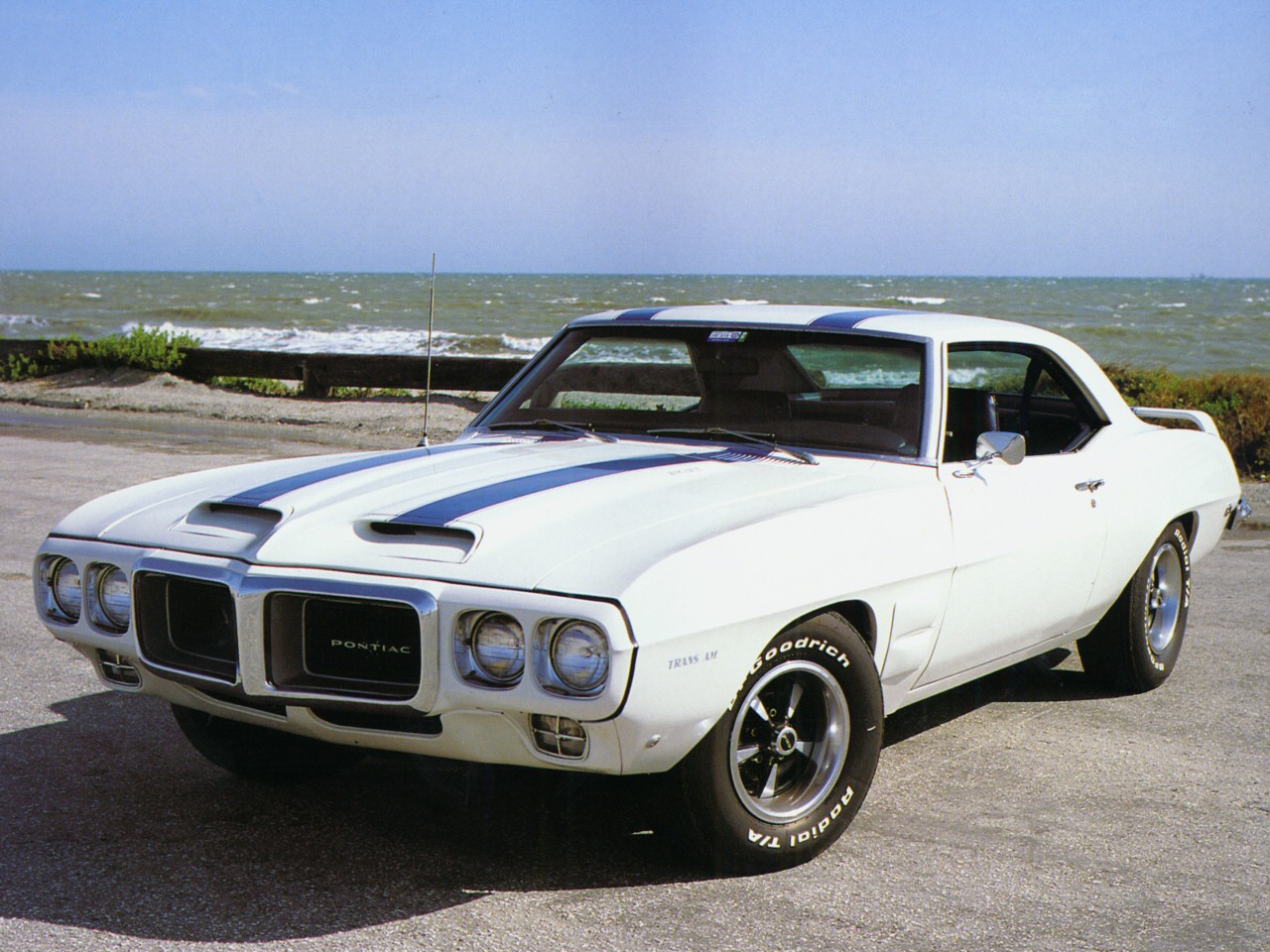
Pontiac Firebird Trans Am

Nel 1968, la Firebird è stata lievemente modificata al livello estetico. Al livello meccanico, gli ammortizzatori posteriori sono stati migliorati e la gamma dei motori è stata ritoccata con l'introduzione del propulsore Ram Air II da 340 CV. Gli altri motori hanno ricevuto anche loro diversi potenziamenti.
Nel 1969 la vettura venne sottoposta a un largo restyling che comprendeva maggiormente il design della carrozzeria piuttosto che gli interni. In questo model year venne introdotta per la prima volta la versione Trans-Am, equipaggiata con un propulsore 303 V8 per poter partecipare alle competizioni della SCCA. Erano verniciate di bianco con decalcomanie e strisce da gara blu. Il cofano aveva delle nuove prese d'aria e posteriormente venne posizionato uno spoiler.
Durante gli anni di produzione della prima generazione della Firebird, venne anche proposta la versione convertibile della vettura, dotata delle medesime caratteristiche tecniche dei modelli coperti.

## Seconda generazione (1970-1981)
Nel 1970 venne creata la seconda versione della Firebird. Rispetto alla generazione precedente, la vettura aveva una linea più pulita ed aerodinamica. Le sospensioni vennero ricalibrate e fu aggiunta una barra stabilizzatrice per migliorare la manovrabilità. Era disponibile in 4 motori diversi, gestiti o da un cambio manuale Hurst a 4 rapporti o 3 rapporti o, da un cambio automatico-sequenziale a tre rapporti Turbo Hydra-matic, TH350 o Powerglide:
- Chevrolet 250 I6 da 155 CV
- Pontiac 350 V8 da 255 CV
- Pontiac 400 V8 da 300 CV
- Pontiac 455 V8 da 355 CV
- Pontiac Ram-Air IV da 370 CV (solo Trans-Am)
- Prestazioni e caratteristiche Firebird V8 350 1971: Il motore: Tipo motore: V8 a 90 °, Cilindrata: 5833 cm³, alesaggio x corsa: 101,6 x 88,4 mm, Potenza: 255 CV a 4800 giri/min, Coppia: 583 Nm (59,4 mkg) a 3000 giri/min, Cambio: Trasmissione: Automatico a 3 rapporti, Automatico a 2 rapporti, manuale a 3 rapporti e manuale a 4 rapporti, Sterzo: cremagliera, Freni anteriori: disco, Freni posteriori: Tamburo, Lunghezza: 4884 mm, Larghezza: 1864 mm, Altezza: 1280 mm, Interasse: 2743 mm, Peso: 1700 kg prestazioni: Velocità massima: 210 km/h 0-100 km/h: 6,9 secondi, 0-160 km/h: 15,0 secondi, 400 metri circa 14 secondi, Peso/potenza: 4.928 kg/CV Rapporto Potenza/litro: 52,632 CV / litro

Il modello Trans-Am era dotato di un maggior numero di prese d'aria per migliorare il raffreddamento delle varie componenti della vettura e di più appendici aerodinamiche per garantire un miglior carico aerodinamico. Alcuni esemplari furono dotati di un motore Ram-Air V da 350 CV.
Nel 1971 si ebbero delle modifiche per quanto riguarda i propulsori per adattarsi alla legge che imponeva l'uso alle automobili di benzina senza piombo per contenere le emissioni nocive. Venne introdotto un nuovo propulsore 400 V8 da 300 CV ma vennero ritirati tutti i propulsori Ram Air, i quali furono sostituiti da modelli 455 V8 da 325 e 335 CV. Il 455 HO rimase disponibile solo per la Trans-Am e univa le testate del Ram Air II con il collettore di aspirazione del Ram Air IV.

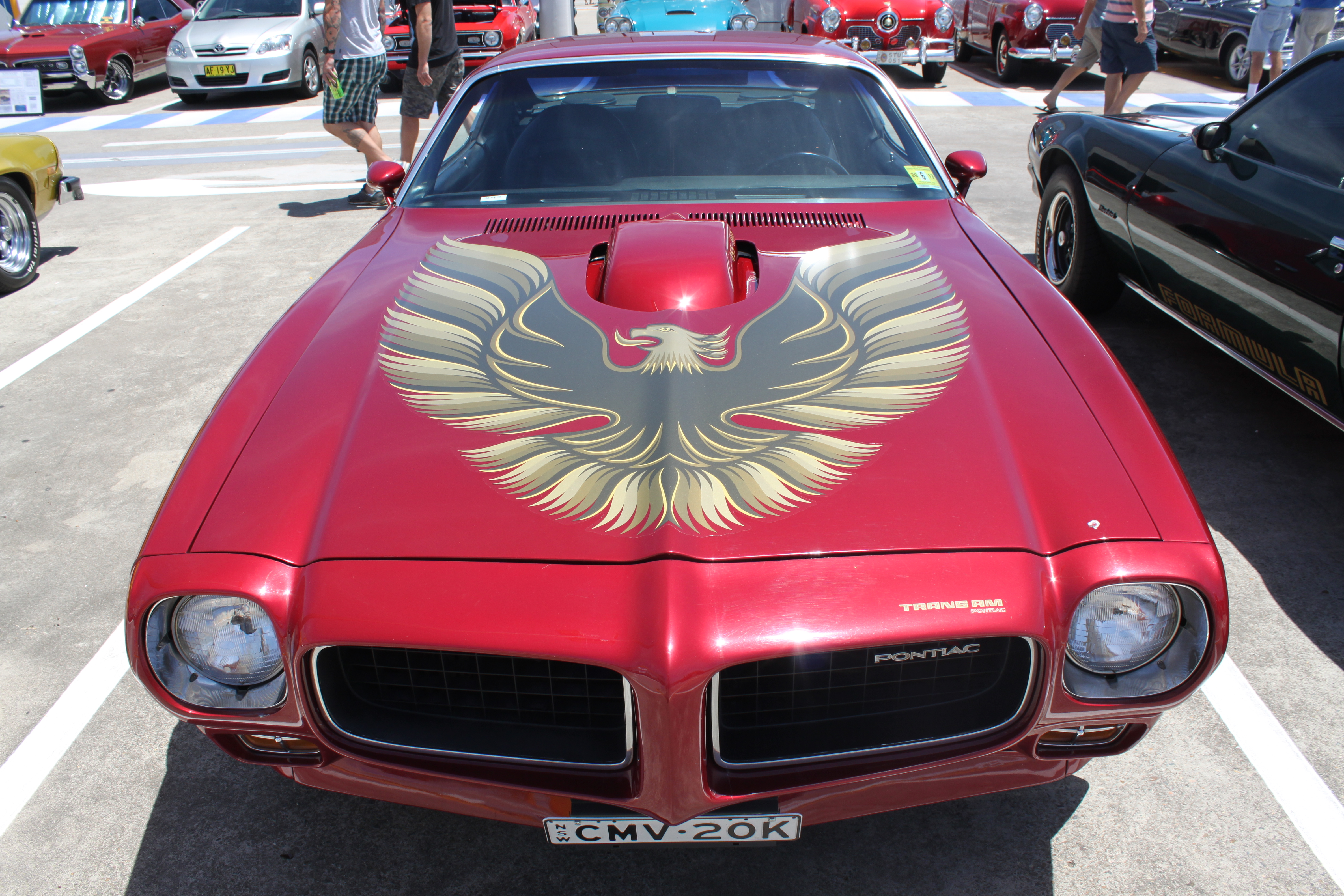
L'uccello della Trans Am

Nel 1973 furono introdotti diversi accorgimenti aerodinamici e il nuovo propulsore Super Duty 455 V8 da 370 CV dotato di albero a camme speciali, pistoni in alluminio e valvole maggiorate. Questo Model Year fu il primo adessere inoltre decorato con il tipico uccello di fuoco sul cofano motore, che da ora in poi contraddistinguerà tutte le Trans-Am.

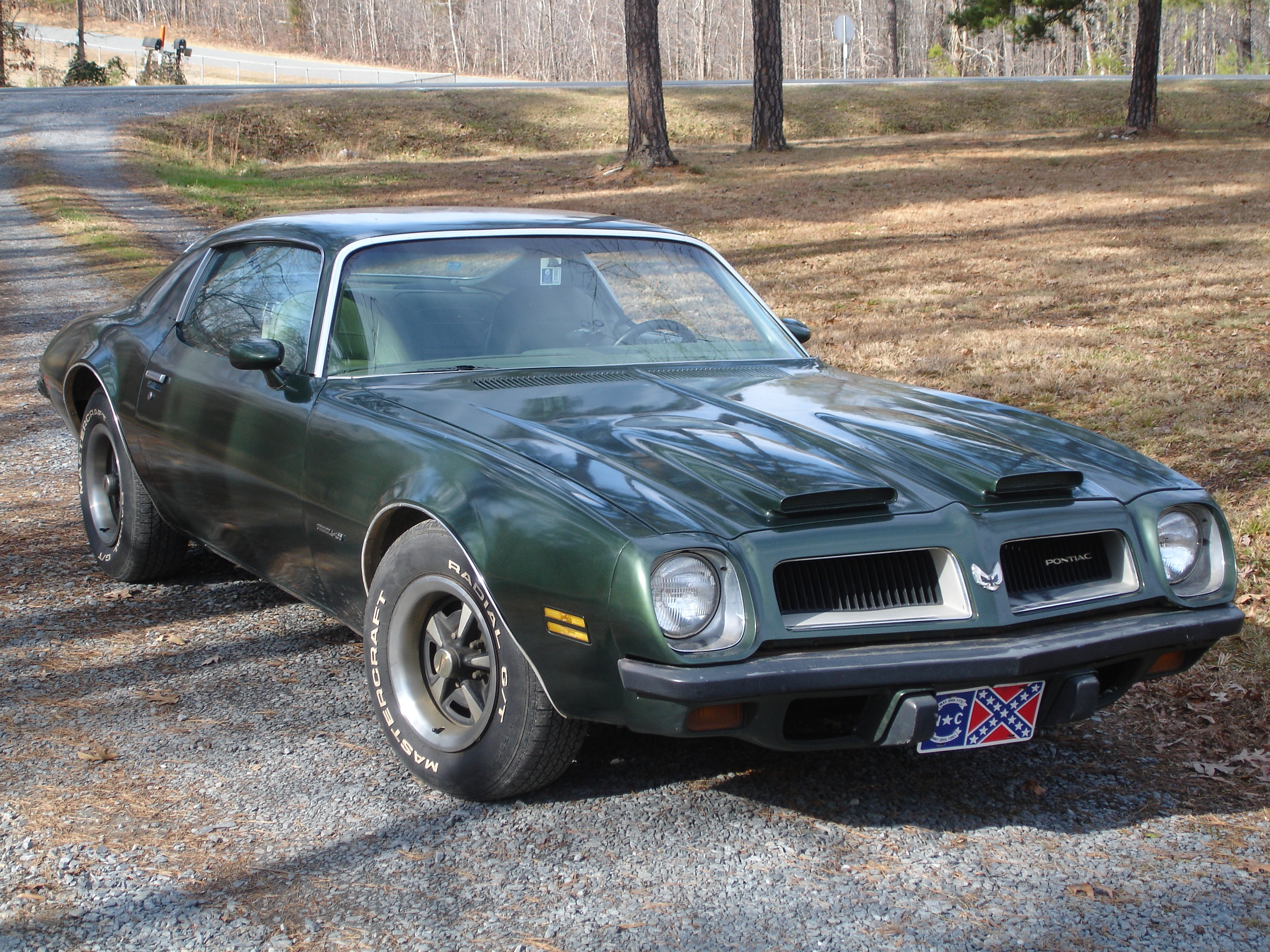
Pontiac Firebird restyling 1974

Nel 1974, per adeguarsi nuovamente alle leggi sulla circolazione stradale, la carrozzeria della Firebird viene modificata introducendo un frontale in fibra di vetro a forma di cuneo e paraurti in plastica. L'intera gamma dei motori venne depotenziata.
Nel 1975 la Firebird venne nuovamente modificata esteticamente tanto da implementare un nuovo frontale più pulito e un lunotto posteriore che permetteva una maggiore visibilità. Fu l'unica pony car prodotta in quell'anno, in quanto la produzione delle sue potenziali concorrenti era stata arrestata..
Nel 1976 la Trans-Am venne aggiornata con un nuovo frontale reso più spigoloso e da una nuova livrea speciale bianco-oro.

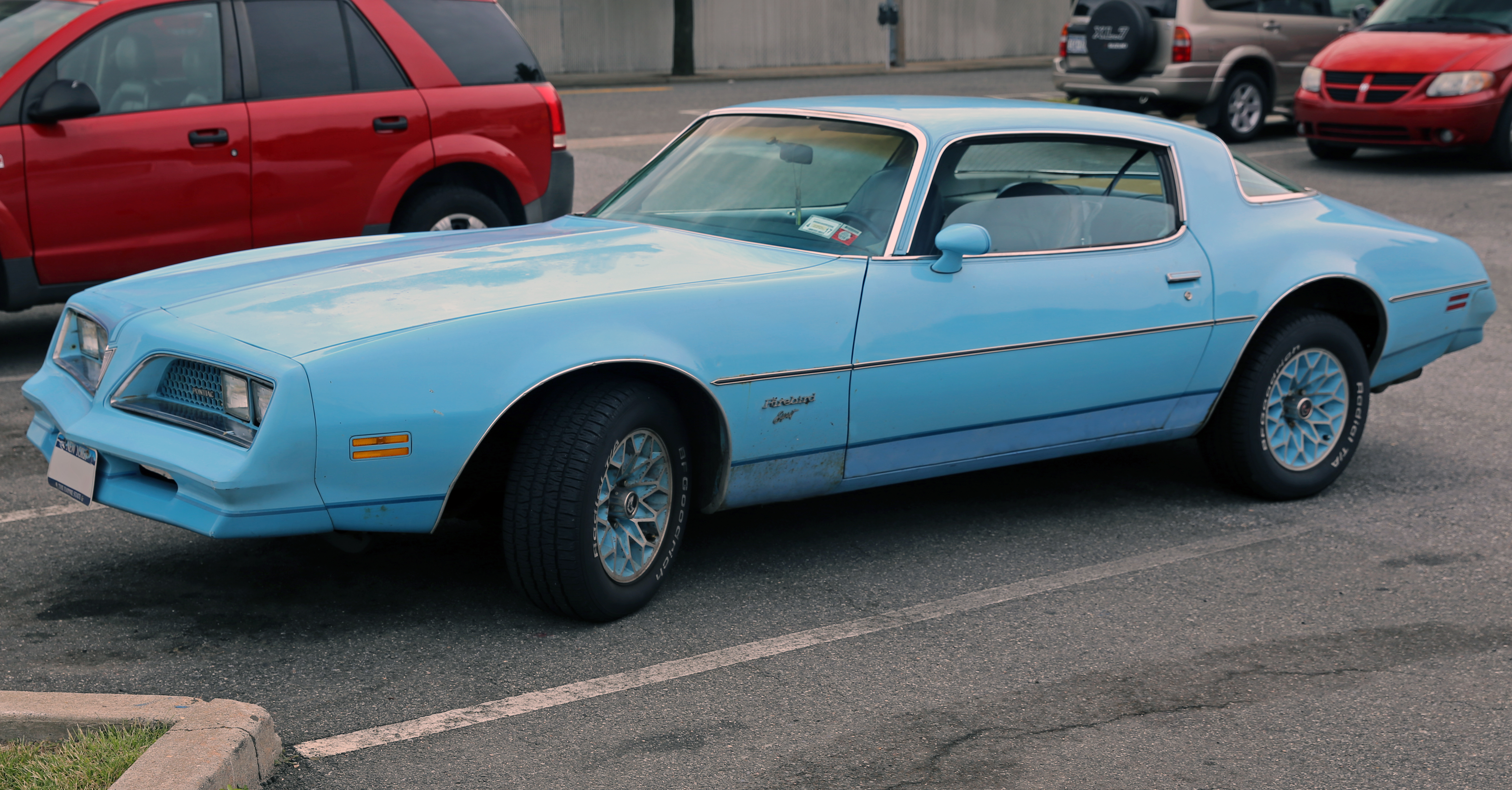
Pontaic Firebird restyling 1977

Nel 1977 si ebbero numerose modifiche per quanto riguarda i propulsori disponibili e il design della sezione frontale della vettura subì un ulteriore aggiornamento. Il successo di questa versione fece incrementare notevolmente le vendite nel 1978, tanto da far introdurre numerose versioni speciali.

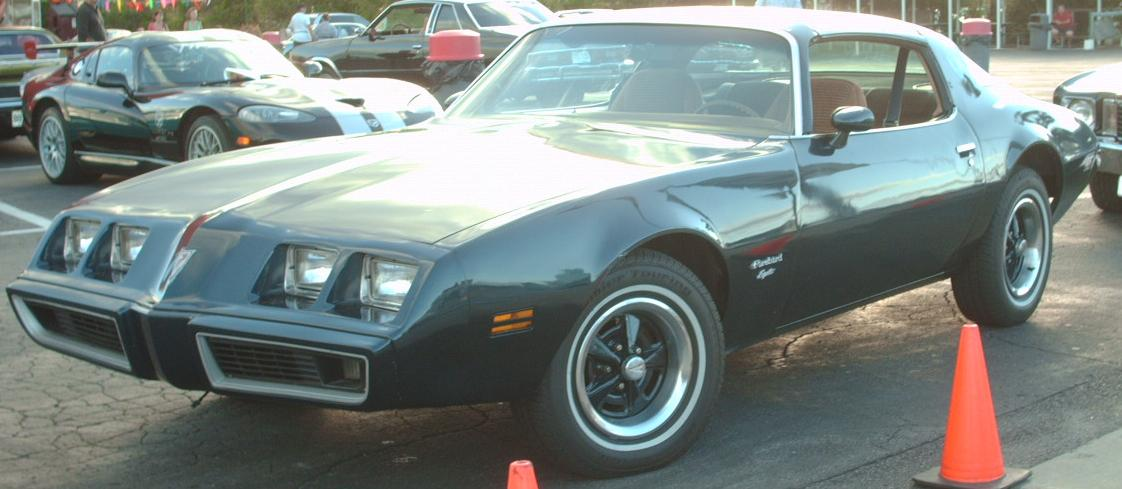
Pontiac Firebird restyling 1979

Nel 1979 fu effettuato l'ennesimo restyling per la parte frontale e diversi altri elementi della vettura. Per festeggiare il decennale della creazione della Trans-Am ne venne realizzata una speciale versione con colorazione argentata.
Tra il 1980 e il 1981, a causa anche dell'eliminazione del propulsore modello 400, le vendite della Firebird subirono un crollo vertiginoso.

## Terza generazione (1982-1992)
Nel 1982 venne realizzata la terza generazione della Pontiac Firebird. Esteticamente ora differiva notevolmente dalla Chevrolet Camaro, ma la meccanica rimaneva in comune, in quanto i propulsori, al posto di essere prodotti dalla casa madre come in passato, ora erano di origine General Motors.

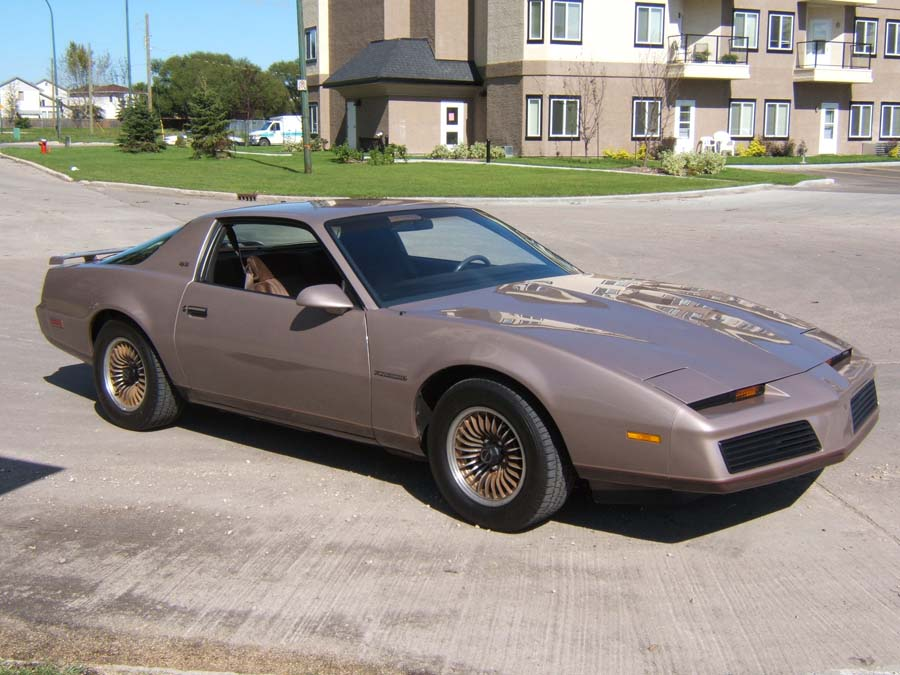
Pontiac Firebird S/E

Il design abbandonava lo stile muscle car per abbracciare una linea più sportiva. Venne proposta nelle versioni Standard, Trans-Am ed S/E. La prima montava un propulsore Iron Duke OHV 2.5 4 cilindri da 90 CV di potenza, la seconda un 5.0 V8 da 145 CV e infine la terza un OHV V6 2.8 da 105 CV. Tutte erano gestite da cambi manuali a quattro marce o automatici a tre rapporti (Turbo Hydramatic TH350). Esisteva anche una versione speciale della Trans-Am che, sfruttando il Cross-Fire Injection abbinato al cambio automatico, erogava 165 CV.
Nel 1983 non vi furono modifiche estetiche, ma nella versione S/E venne introdotto un nuovo propulsore V6 da 125 CV. Nella versione Trans-Am venne invece aggiunto il motore L69 5.0 V8 da 190 CV di potenza.
Nel 1984 fu reintrodotto il propulsore L69 e fu realizzata una speciale versione Trans-Am bianca con finiture blu per commemorare i 15 anni di produzione della versione speciale ad alte prestazioni. Era dotata di sedili sportivi Recaro. Fu abbandonato il cambio TH350 per passare al più moderno TH700r4 3 marce più overdrive e lockup converter (fu aggiornato nella seconda metà del 1987 con una seconda versione).

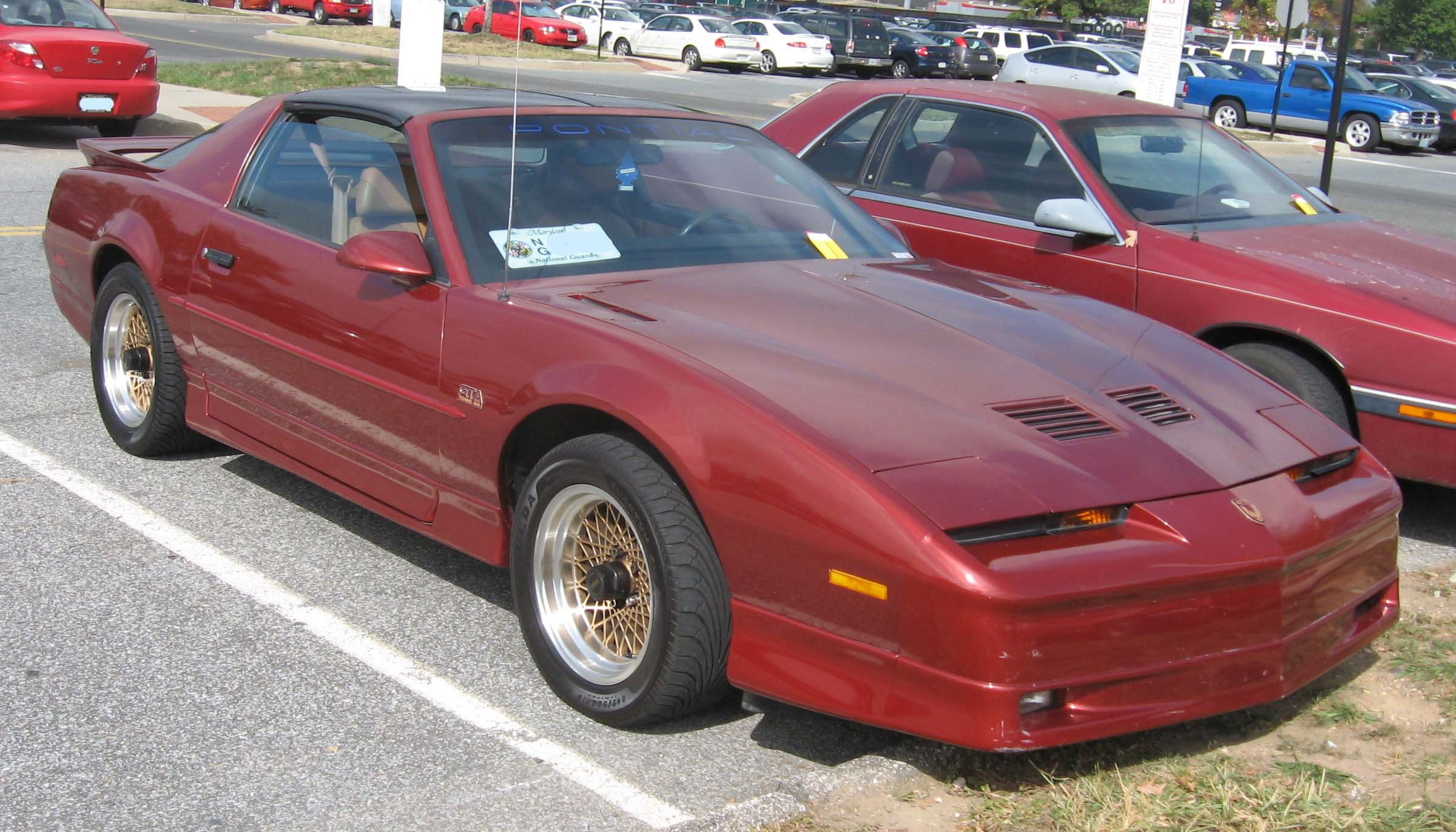
Pontiac Firebird Trans Am GTA

Nella seconda metà del 1984 fu testato tra le strade di Detroit il nuovo body style (ovvero quello della GTA disponibile fino al 1990) che, visto il successo riscontrato, fu adottato sul Model Year 1985.

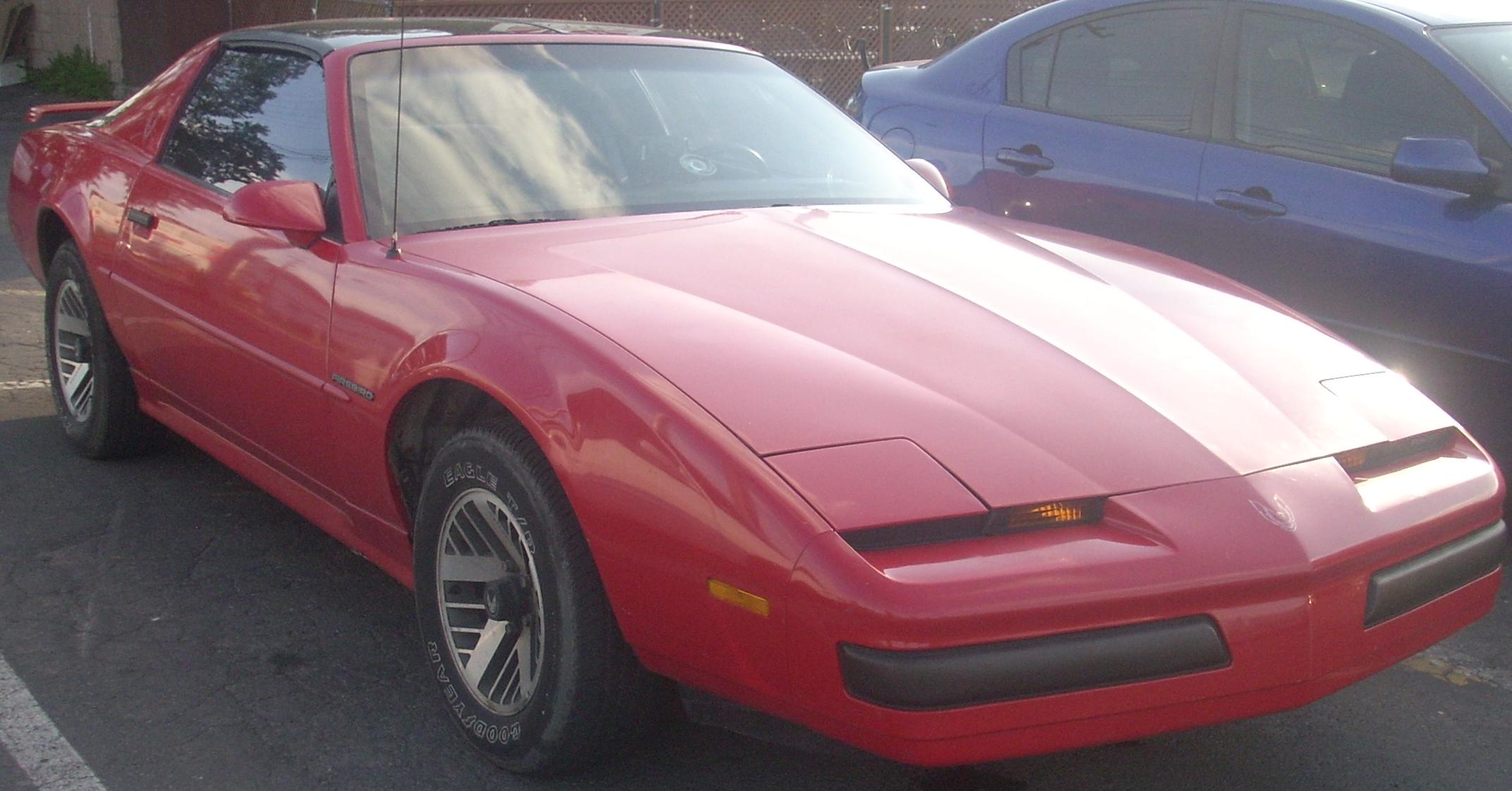
Pontiac Firebird restyling 1985

Nel 1985 la vettura subì un restyling per la parte frontale e per i fanali posteriori, furono introdotti nuovi gruppi ottici posteriori e per la Trans-Am vennero inserite nuove appendici aerodinamiche per renderla più aggressiva. Fu introdotta, sempre per quest'ultima, l'iniezione Tuned Port Injection abbinata al propulsore V8 5.0, con testate "14101081" a camera chiusa da 58 cc, il quale ora erogava la potenza di 215 CV.
Nel 1986 ci furono modifiche minime, come il terzo stop presente sulla sommità del vetro posteriore. Dal 1986 fu introdotto il "peanut cam" ovvero un albero a camme meno spinto per le 5.0 a cambio automatico per rientrare nella normative smog abbassando la potenza a 190 CV. Per le versioni a cambio manuale fu mantenuto l'albero camme più spinto (equivalente a quello del motore L98)

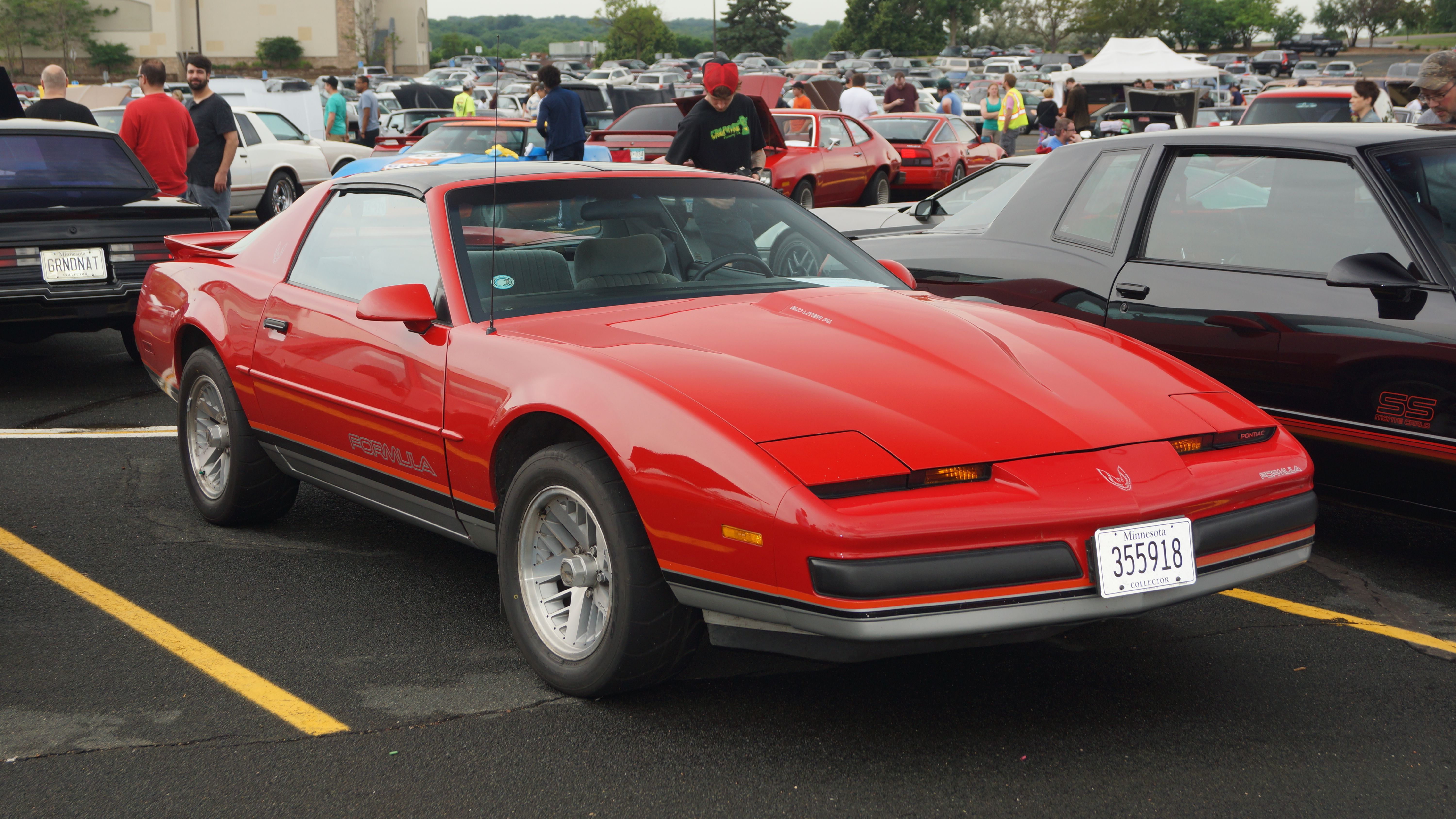
Pontiac Firebird Formula

Nel 1987 la strumentazione fu aggiornata con nuovo layout (Denso) e venne introdotto il nuovo propulsore 5.7 V8 da 210 CV disponibile solo sulla GTA e accoppiato esclusivamente al TH700r4. Vennero inoltre create le nuove versioni Formula 350 e GTA (disponibile anche con cambio manuale ma abbinato solamente al 5.0 a causa della coppia eccessiva di 450 Nm del 5.7 per il cambio T5). Questo fu l'unico anno a prevedere l'overhead console, ovvero la console sportiva che passava sul cielo della vettura. Nella Seconda metà del 1987 il cambio TH700r4 fu aggiornato e rinforzato e i monoblocchi passarono da "Flat Tappet Camshaft" a "Roller Camshaft"

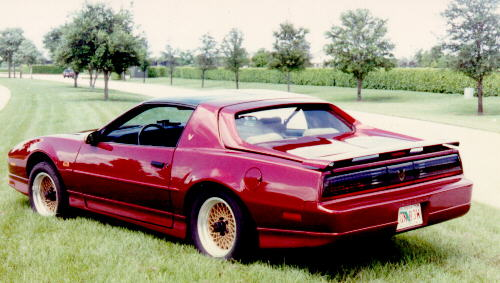
Pontiac Firebird Notchback

Nel 1988 le modifiche furono minime, in quanto furono introdotti solamente nuovi cerchi per le versioni Formula, un nuovo volante, sedili e un nuovo impianto radio. Solo per il 1988 fu inoltre disponibile una variante coupé tre volumi della Trans Am GTA, denominata Notchback.
Nel 1989, per commemorare i 20 anni di produzione della Trans-Am, ne venne realizzato un modello speciale dotato di un propulsore Buick 3.8 V6 da 250 CV derivato dalla Buick GNX. Questo modello veniva spedito alla PAS come una Trans Am GTA classica per poi essere modificata. Questo motore prevedeva iniezione sequenziale e Garrett T3 abbinati ad un cambio THM200R4

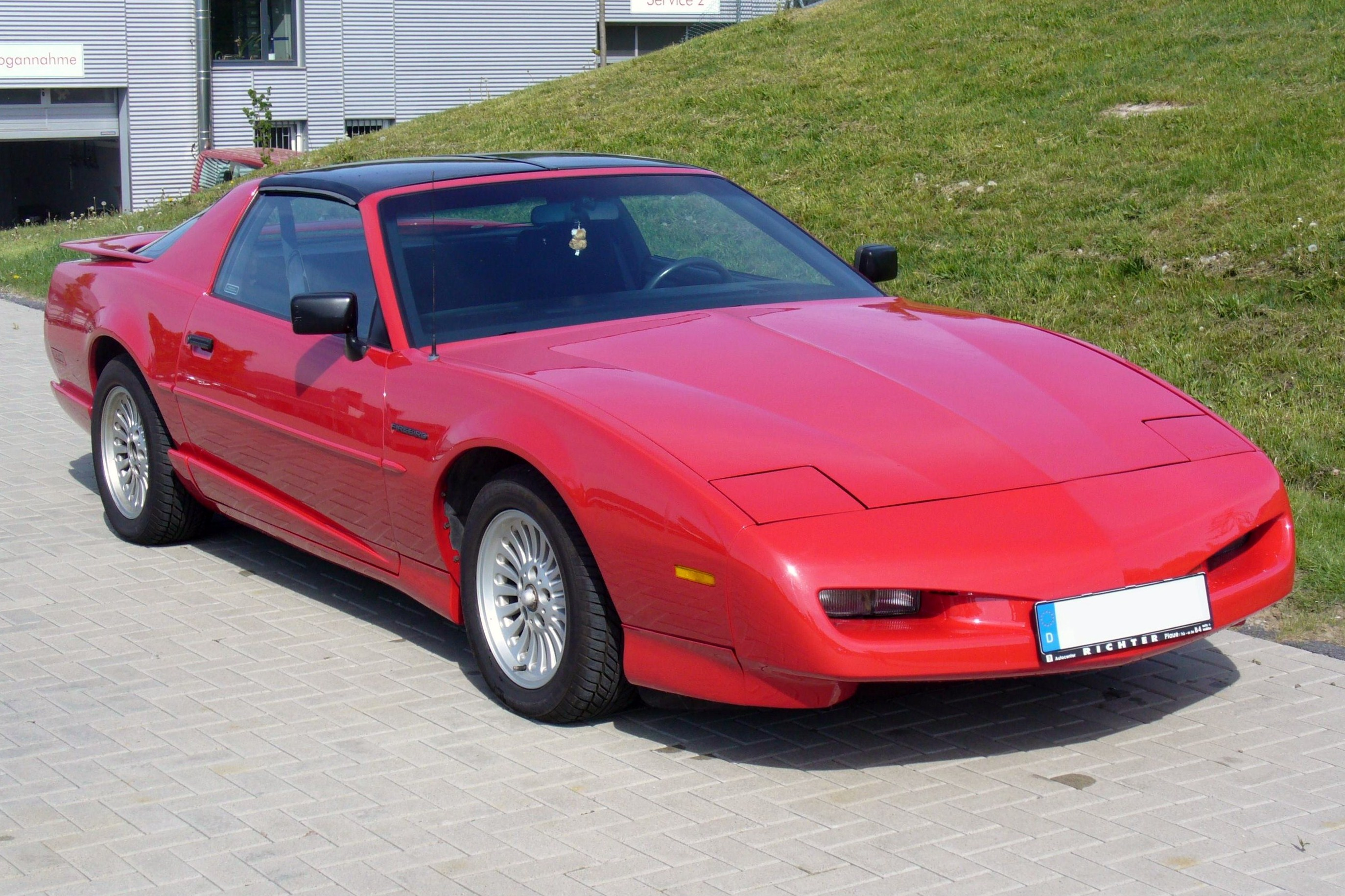
Pontiac Firebird restyling 1991

Il 1990 fu l'ultimo anno per il "peanut cam". Dal 1991 le 5.0 e le 5.7 TPI adottano lo stesso cam.

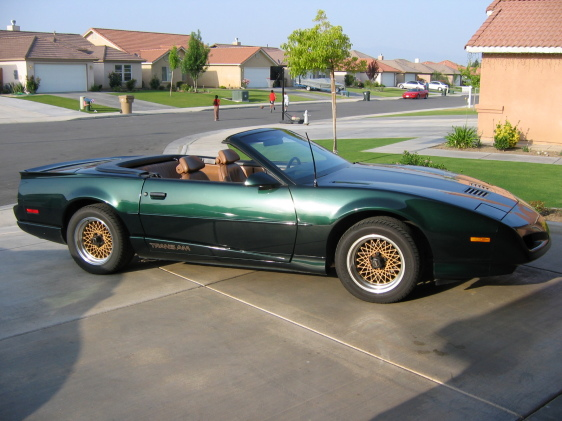
Pontiac Firebird cabriolet

Nel 1991 venne introdotto un nuovo frontale ridisegnato, un paraurti più bombato, minigonne più avvolgenti e la nuova versione cabriolet, rimessa sul mercato dopo 22 anni. Fu abbandonato il MAF (debimetro) e fu adottato il MAP (Manifold Absolute Pressure)

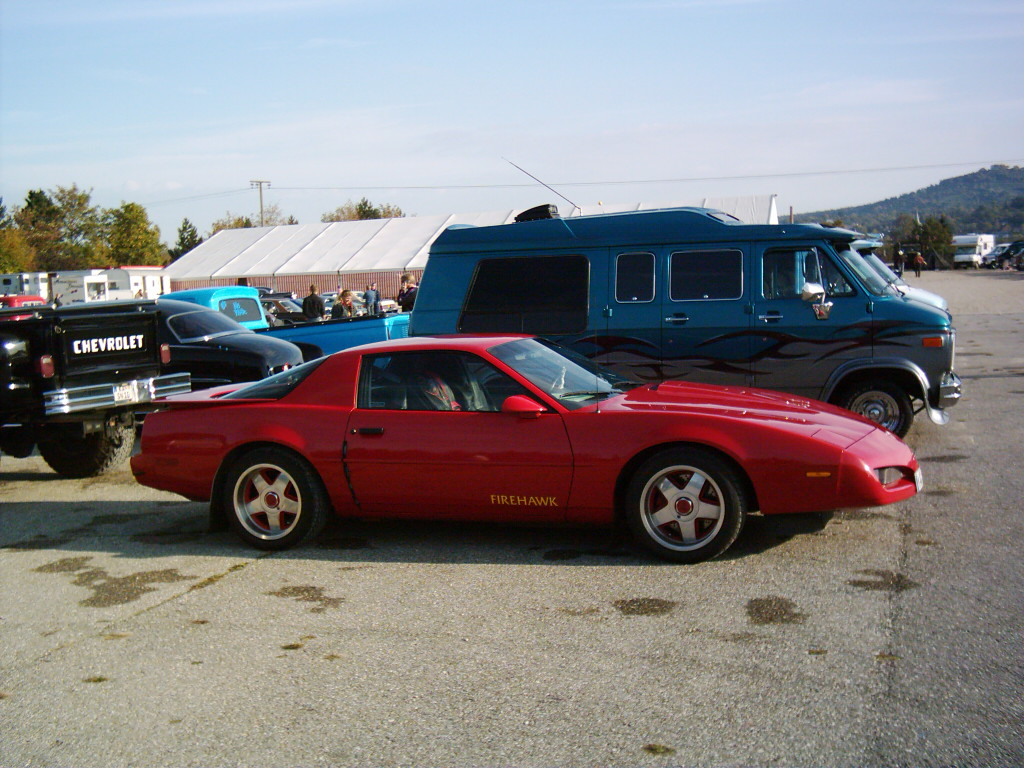
Pontiac Firehawk

Nel 1992 si chiuse la terza serie della Firebird, sostituita l'anno successivo con la quarta. Fu creato anche un modello ad alte prestazioni, denominato Firehawk su base Firebird Formula che equipaggiava sempre il famoso 5.7 litri ma elaborato fino a 350 CV abbinato a un cambio 6 rapporti e vantava altre migliorie meccaniche per migliorarne frenata e stabilità. Questa versione era prodotta dalla SLP (Street Legal Performance) e furono prodotti solamente 25 esemplari.
Erano disponibili durante la seconda metà della timeline della terza generazioni diversi RPO che prevedevano parti performanti:
G80: Differenziale Autobloccante
N10: (scarico performante con 2 catalizzatori)
WS6: pacchetto sportivo per le sospensioni che prevedeva grosse barre anti-rollio, gomme 245/50 R16, scatola guida con 2.4 giri di sterzo lock to lock
G92: Pacchetto che comprendeva:
- LB9 305 TPI engine.
- G80 differenziale Limited Slip
- J65 freni a disco posteriori
- KC4 radiatore olio motore

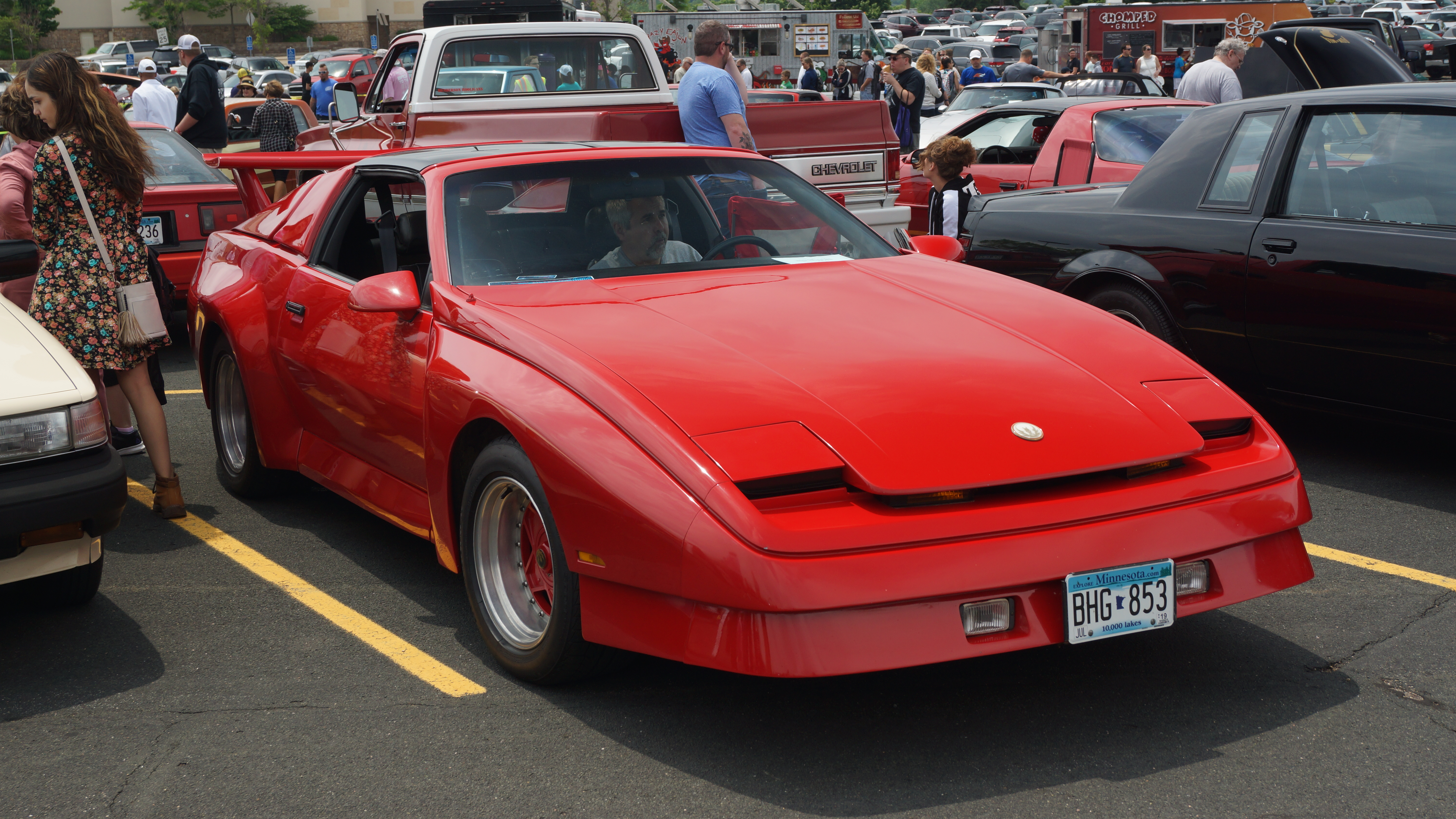
Pontiac Tojan

Furono prodotte pochissime auto con il pacchetto 1LE per le competizioni che prevedevano freni più performanti con dissipatore e due pistoncini, assenza negli interni di condizionatore, cruise control e altri optional.
Alcuni modelli (si presume dal 1987) venivano vendute con il pacchetto SLP performance che prevedeva diversi upgrade tra cui l'aspirazione con condotti allargati.
La Pontiac Tojan, pensata come una "Ferrari economica", fu un'elaborazione stilistica della Trans Am GTA con carrozzeria in fibra di carbonio, realizzata in collaborazione con la Knudsen Automotive.

## Quarta generazione (1993-2002)

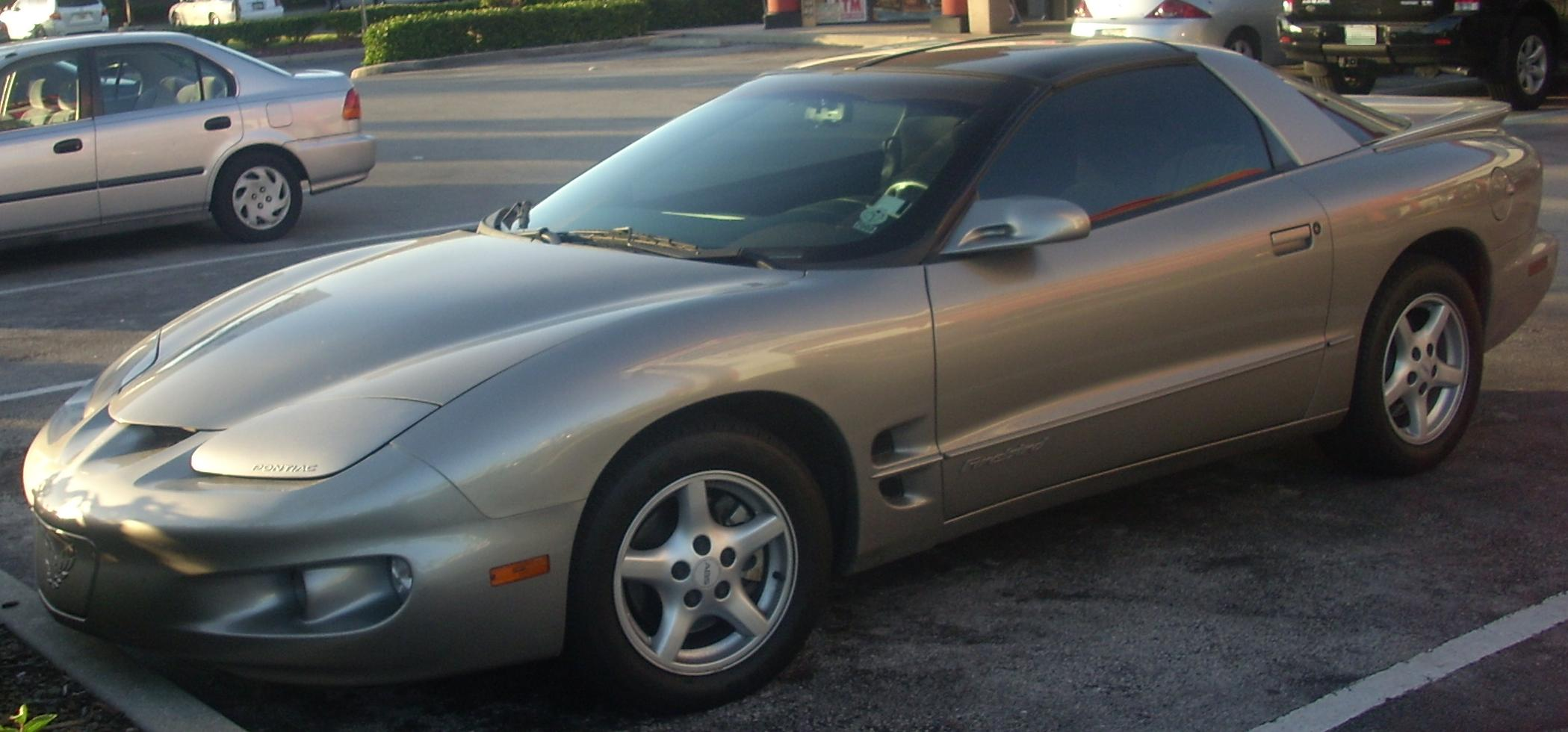
Pontiac Firebird restyling 1998

La Quarta generazione introdotta nel 1993 fu l'ultima della storia della storica muscle car. L'intera linea della vettura è stata modificata, rendendola altamente aerodinamica con l'inserimento di paraurti in plastica per contenere il peso. Parte della meccanica deriva dalla precedente generazione, fatta eccezione per la nuova configurazione delle sospensioni anteriori. Erano disponibili le sole versioni base, Formula e Trans-Am dotate di propulsori 3.4 V6 da 160 CV e LT1 5.7 V8 da 275 CV gestiti da un cambio manuale a sei marce.

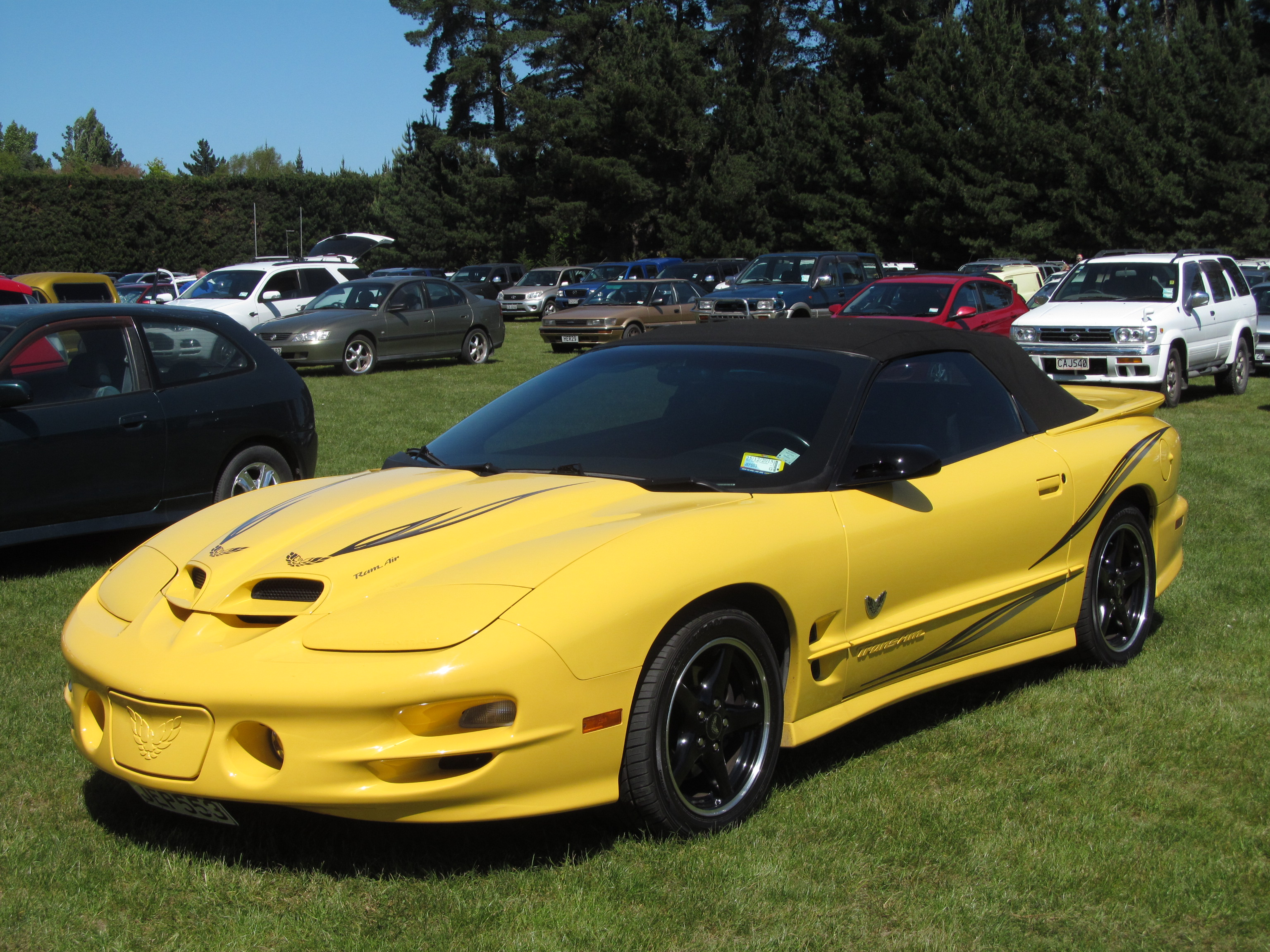
Pontiac Firebird Collector's Edition

Nel 1994 venne reintrodotta la versione convertibile dotata di una speciale colorazione commemorativa blu/bianca per i 25 anni della Trans Am. Quest'ultima venne aggiornata con l'introduzione della versione GT, dotata di numerosi inserti di lusso.
Nel 1995 vennero eseguite poche modifiche alla vettura, tra cui l'introduzione del controllo di trazione.
Nel 1996 venne introdotto il "Performance package 3008" che includeva freni a disco, doppio terminale di scarico, differenziale a slittamento limitato e cerchi in lega. Venne reintrodotto inoltre, con il package WS6, il propulsore Ram Air 5.7 V8 da 305 CV di potenza. L'installazione di questo motore portava alla sostituzione del cofano motore base con una versione dotata di doppia presa d'aria per migliorare il raffreddamento dell'unità propulsiva.
Nel 1998 la Trans-Am ha ricevuto un restyling per la sezione frontale ed è stato introdotto il nuovo propulsore LS1 di origine Chevrolet, impiegato per la prima volta sulla Corvette del 1997.
Nel 2002 si concluse la produzione della Firebird. Per commemorare l'evento e i 35 anni di produzione, venne commercializzata una versione speciale della Trans-Am con speciale livrea giallo-Nera chiamata "Collector's Edition".

## Curiosità

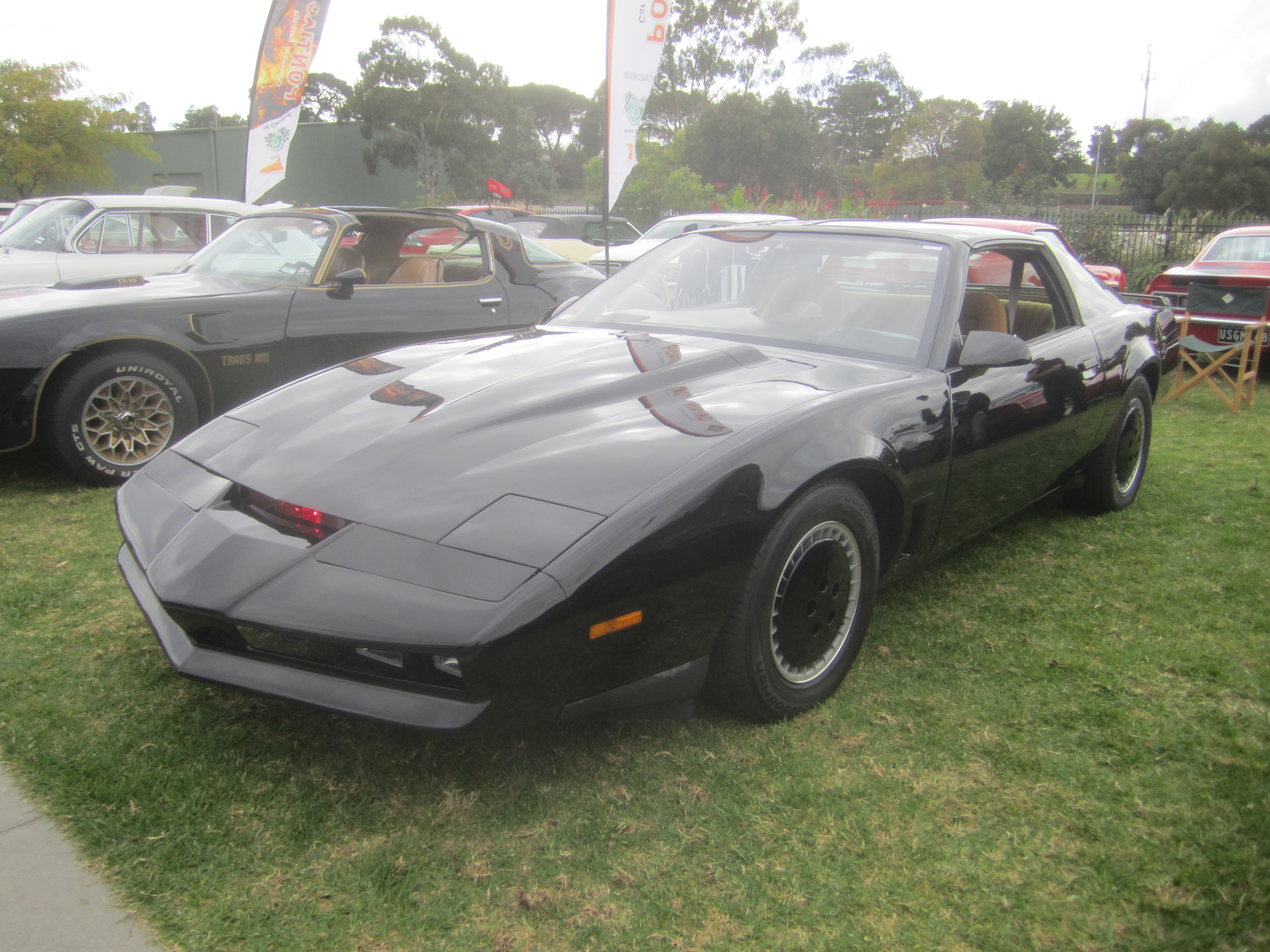
Pontiac Firebird Trans Am KITT del 1982 usata per il telefilm Supercar

In ambito cinematografico una delle prime apparizioni di una Pontiac Firebird Trans Am di seconda generazione, nera con un uccello dorato sul cofano, diventata poi iconica, si ha nel film Il bandito e la "Madama" (Smokey and the Bandit), pellicola del 1977 con protagonista Burt Reynolds. 
In ambito televisivo, una Pontiac Firebird Esprit della seconda generazione è stata l'autovettura usata dall'investigatore privato Jim Rockford, interpretato dall'attore James Garner, nella serie Agenzia Rockford. 
Un'autovettura della terza generazione, più precisamente una Firebird Trans Am del 1982 di colore nero, con T-Top, 5,0 litri di cilindrata V8 con interni Tan Parella, è stata la base per l'autovettura KITT della serie televisiva Supercar (titolo originale Knight Rider). Successivamente una Pontiac Firebird del 1991 è stata impiegata nella prima stagione della serie Cobra Kai, guidata dal protagonista Johnny Lawrence.